# Исламов, Ислам
Ислам Исламов (1899—1959) — председатель колхоза в селе Чох Гунибского района Дагестанской АССР, лауреат Сталинской премии 1952 года.

## Биография
Родился и всю жизнь прожил в селе Чох (сейчас — Гунибский район Дагестана).
В 1930 году был одним из организаторов колхоза имени Сталина. Работал там парторгом, затем до последних дней жизни — председателем.
В время войны колхозники его сельхозартели передали государству на нужды обороны 3 млн 692 тыс. 850 руб. Председатель внёс 100 тысяч рублей личных сбережений.
28 марта 1943 г. в газете «Новый Гуниб» была опубликована телеграмма И. В. Сталина:

«Председателю колхоза им. Сталина сел. Чох Гунибского района ДАССР тов. Исламову Исламу. Примите мой привет и благодарность Красной Армии за заботу о бронетанковых войсках Красной Армии. И.СТАЛИН».
В 1943 году было сдано государству 121 тонна мяса при плане 59 тонн, масла 850 кг при плане 750 кг, шерсти при плане 4,2 тыс. поставлено 5,3 тыс. кг.
Его колхоз участвовал в выведении новой горной породы полутонкорунных овец «Дагестанская горная», которая была получена скрещиванием вюртембергских баранов и местных (гунибских) грубошёрстных овец. Животные выносливы, хорошо приспособлены к горным районам и отгонно-пастбищному содержанию. Настриг шерсти с баранов 5,5—6,0 кг, иногда до 10 кг, с маток 3,3—3,5 кг (до 6,5 кг). Во время войны удалось полностью сохранить племенное ядро новой породы. За эту работу в 1952 году присуждена Сталинская премия.
Награждён двумя орденами Ленина, медалями «За оборону Кавказа» и «За доблестный труд в Великой Отечественной войне».